# Menoncourt
Menoncourt település Franciaországban, Territoire de Belfort megyében. Lakosainak száma 391 fő (2022. január 1.). Menoncourt Anjoutey, Bethonvilliers, Eguenigue, Lacollonge, Larivière, Phaffans és Saint-Germain-le-Châtelet községekkel határos.

## Népesség
A település népességének változása:
| Lakosok száma | 419  | 397  | 410  | 390  | 393  | 397  | 400  | 395  | 391  |
|               | 2013 | 2015 | 2016 | 2017 | 2018 | 2019 | 2020 | 2021 | 2022 |